# Chrysochloridae
 (novembre 2022).
La mise en forme du texte ne suit pas les recommandations de Wikipédia : il faut le « wikifier ».
Les points d'amélioration suivants sont les cas les plus fréquents. Le détail des points à revoir est peut-être précisé sur la page de discussion.
- Les titres sont pré-formatés par le logiciel. Ils ne sont ni en capitales, ni en gras.
- Le texte ne doit pas être écrit en capitales (les noms de famille non plus), ni en gras, ni en italique, ni en « petit »…
- Le gras n'est utilisé que pour surligner le titre de l'article dans l'introduction, une seule fois.
- L'italique est rarement utilisé : mots en langue étrangère, titres d'œuvres, noms de bateaux, etc.
- Les citations ne sont pas en italique mais en corps de texte normal. Elles sont entourées par des guillemets français : « et ».
- Les listes à puces sont à éviter, des paragraphes rédigés étant largement préférés. Les tableaux sont à réserver à la présentation de données structurées (résultats, etc.).
- Les appels de note de bas de page (petits chiffres en exposant, introduits par l'outil «  Source ») sont à placer entre la fin de phrase et le point final[comme ça].
- Les liens internes (vers d'autres articles de Wikipédia) sont à choisir avec parcimonie. Créez des liens vers des articles approfondissant le sujet. Les termes génériques sans rapport avec le sujet sont à éviter, ainsi que les répétitions de liens vers un même terme.
- Les liens externes sont à placer uniquement dans une section « Liens externes », à la fin de l'article. Ces liens sont à choisir avec parcimonie suivant les règles définies. Si un lien sert de source à l'article, son insertion dans le texte est à faire par les notes de bas de page.
- La présentation des références doit suivre les conventions bibliographiques. Il est recommandé d'utiliser les modèles {{Ouvrage}}, {{Chapitre}}, {{Article}}, {{Lien web}} et/ou {{Bibliographie}}. Le mode d'édition visuel peut mettre en forme automatiquement les références.
- Insérer une infobox (cadre d'informations à droite) n'est pas obligatoire pour parachever la mise en page.

Pour une aide détaillée, merci de consulter Aide:Wikification.
Si vous pensez que ces points ont été résolus, vous pouvez retirer ce bandeau et améliorer la mise en forme d'un autre article.
 (avril 2018).
Si vous disposez d'ouvrages ou d'articles de référence ou si vous connaissez des sites web de qualité traitant du thème abordé ici, merci de compléter l'article en donnant les références utiles à sa vérifiabilité et en les liant à la section « Notes et références ».
Famille
Les Chrysochloridae sont une famille des mammifères insectivores connus sous le nom de taupes dorées. On trouve aussi la graphie taupes-dorées — avec un tiret — utilisé dans l'écriture de noms normalisés (ou « noms scientifiques français ») afin de constituer un générique pouvant être complété d'épithètes spécifiques (au lieu que « dorée » passe pour une épithète). 
Cette famille est classée traditionnellement dans l'ordre des Insectivora, mais les classifications récentes lui préfèrent généralement celui des Afrosoricida. Elles n'ont rien à voir avec les taupes « vraies », dans la famille des Talpidae, mais plutôt avec l'oryctérope, avec lequel elle partage un ancêtre commun.

## Mœurs
En raison de leur comportement souterrain, et de leur discrétion, les taupes dorées africaines sont restées longtemps méconnues des zoologistes. Des données sur leurs déplacements souterrains et leur mode de vie peuvent être obtenues grâce à l'utilisation de géophones, également utilisé pour suivre les taupes marsupiales, des espèces très différentes, mais qui ont suivi la même convergence évolutive en Australie. Au moins une vingtaine d'espèces de taupes dorées vivant dans les déserts de Namibie et du Kalahari sont connues. 

## Description

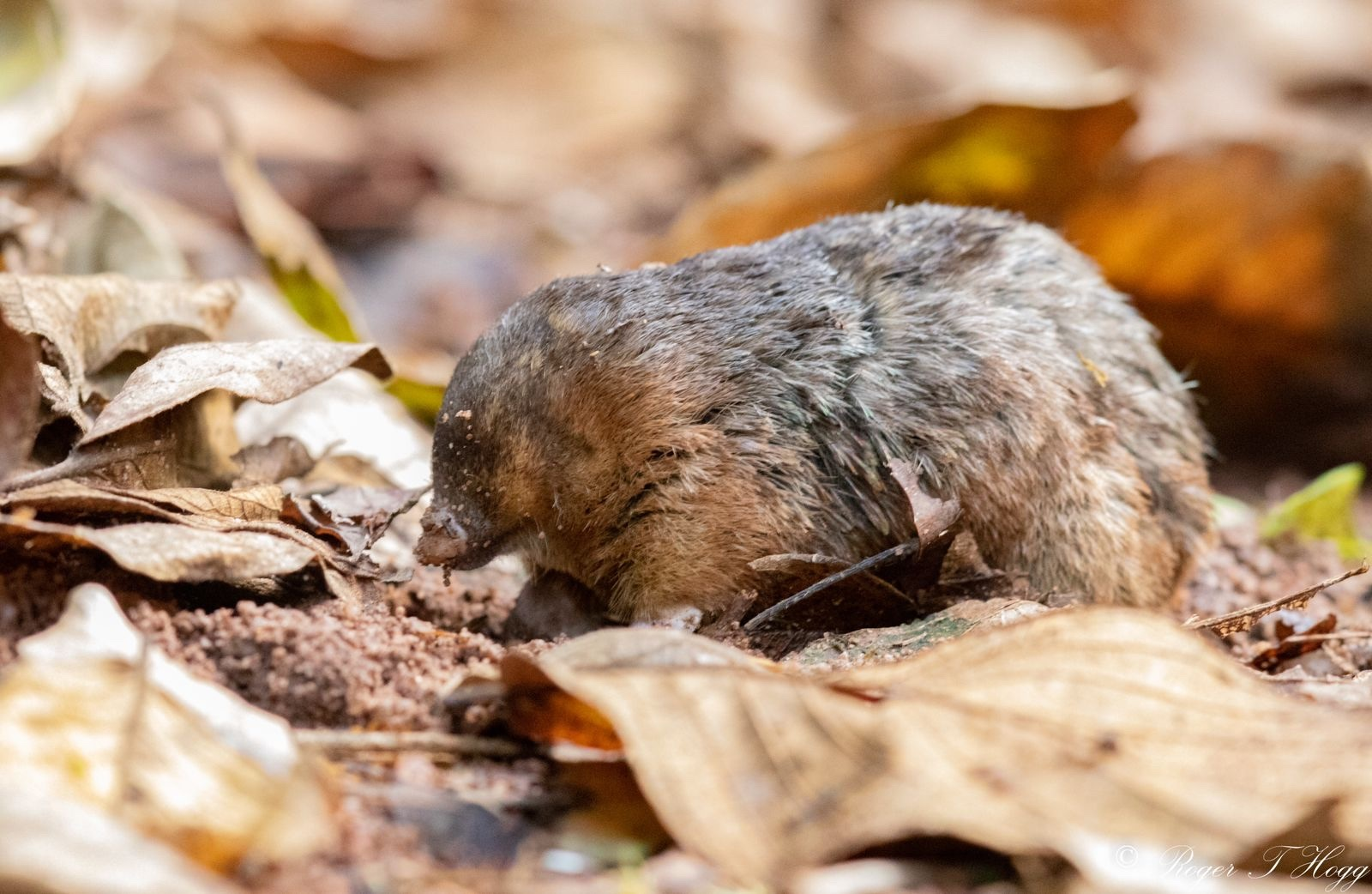
Amblysomus hottentotus, (Côte Est de l'Afrique du Sud).

Leurs caractéristiques les plus marquantes sont qu'elles n'ont pas d'yeux fonctionnels ni d'oreilles apparentes, et qu'il n'y a que 4 doigts aux membres antérieurs, munis de griffes courtes.  Par ailleurs, la seconde section proximale des membres antérieurs (c'est-à-dire l'avant-bras) comporte non pas deux os, le radius et l'ulna, mais trois, ce qui est extrêmement peu commun parmi les mammifères, ou même parmi les amniotes.
Sur le crâne, l'os jugal et la barre post-orbitaire sont perdus. Il y a également une paire d'os dans la région occipitale appelés « tabulaires » que l'on ne retrouve pas chez les autres Mammifères. Les femelles, comme les mâles, ont un cloaque dans lequel débouchent les voies urinaires et génitales, comme les reptiles et oiseaux, contrairement aux autres mammifères placentaires (ce qui pourrait être une des adaptations aux conditions désertiques particulières des biomes sablo-désertiques sud-africains ).
Leur taille et morphologie peuvent significativement varier selon les espèces et les individus, et selon les zones géographiques, peuvent être en lien avec l'hygrométrie ou l'abondance naturelle des proies ,.

### Habitat et comportement

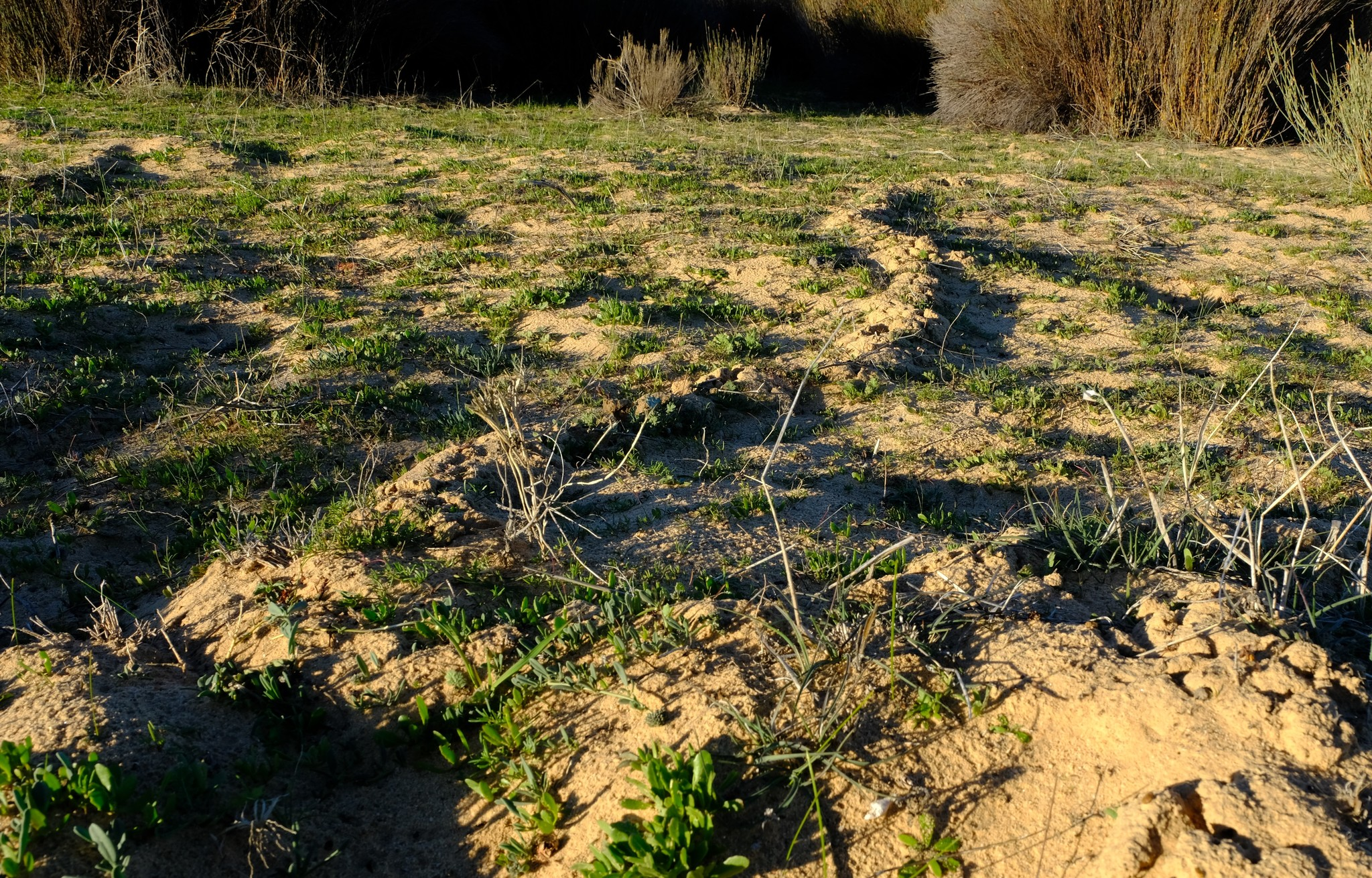
Chrysochloris asiatica (Cape Nord, Afrique du Sud)

Ces taupes africaines à l'état sauvage se rencontrent en populations importantes uniquement dans les déserts de Namibie et du Kalahari. Ces animaux ont développé de nombreuses adaptations au désert, dont en particulier une capacité à fouir le sable, et à s'y déplacer, et à entrer en léthargie quand il fait très chaud ou très froid. Elles disposent également de reins très élaborés qui leur permettent quasiment de ne jamais boire. Des restes d'yeux existent encore, sous la peau du crâne, mais elles semblent complètement aveugles. Leur système auditif, ultra-sensible fonctionne un peu à la manière d'un réseau de géophones, leur permettant de trianguler la position de leurs proies en surface du sol ou dans le sol à la différence que ces animaux détectent très bien les basses fréquences, ce que nos géophones font mal. Ces capacités leur permettent probablement de mieux échapper à leurs prédateurs, certains étant cependant également capables de détecter de faibles sons et vibrations dans le sable.

## Classification
Cette famille est classée traditionnellement dans l'ordre des Insectivora, mais les recherches génétiques de la fin du XXe siècle la font classer de préférence dans l'ordre plus récent des Afrosoricida.

### Liste des genres
La famille des taupes dorées, dont la place au sein de l'ordre des Insectivora est débattue, est divisée en plusieurs genres :
Selon Mammal Species of the World (version 3, 2005)  (15 décembre 2014) et Catalogue of Life (15 décembre 2014) :
- genre Amblysomus
- genre Calcochloris
- genre Carpitalpa
- genre Chlorotalpa
- genre Chrysochloris
- genre Chrysospalax
- genre Cryptochloris
- genre Eremitalpa
- genre Neamblysomus

### Liste des sous-familles, genres, sous-genres et espèces
Selon Mammal Species of the World (version 3, 2005)  (15 décembre 2014)
- sous-famille Amblysominae
  - genre Amblysomus
    - Amblysomus corriae
    - Amblysomus hottentotus
    - Amblysomus marleyi
    - Amblysomus robustus
    - Amblysomus septentrionalis

  - genre Calcochloris
    - sous-genre Calcochloris (Calcochloris)
      - Calcochloris obtusirostris

    - sous-genre Calcochloris (Huetia)
      - Calcochloris leucorhinus

    - Calcochloris tytonis

  - genre Neamblysomus
    - Neamblysomus gunningi
    - Neamblysomus julianae
- sous-famille Chrysochlorinae
  - genre Carpitalpa
    - Carpitalpa arendsi

  - genre Chlorotalpa
    - Chlorotalpa duthieae
    - Chlorotalpa sclateri

  - genre Chrysochloris
    - sous-genre Chrysochloris (Chrysochloris)
      - Chrysochloris asiatica
      - Chrysochloris visagiei

    - sous-genre Chrysochloris (Kilimatalpa)
      - Chrysochloris stuhlmanni

  - genre Chrysospalax
    - Chrysospalax trevelyani
    - Chrysospalax villosus

  - genre Cryptochloris
    - Cryptochloris wintoni
    - Cryptochloris zyli

  - genre Eremitalpa
    - Eremitalpa granti

## État des populations, pressions, menaces
11 au moins des 21 espèces connues sont déjà menacées d'extinction (à cause notamment de l'introduction du chat domestique, des pesticides, de l'urbanisation et des routes qui sont facteurs de mortalité directe, de régression de certaines espèces-proies (insectes et autres invertébrés souterrains), mais surtout de fragmentation écologique...), ce qui pose un problème notamment parce qu'elles sont consommatrices de termites ou d'insectes parasites des racines. Comme elles localisent leurs proies par triangulation en détectant leurs vibrations, il est possible et plausible que la pollution sonore de leur environnement, et plus précisément les vibrations émises dans les basses fréquences par les moteurs, machines, trains, le passage des véhicules sur les routes, des quads et engins agricoles puissent les gêner dans leur quête de nourriture ou leur sommeil, si ce n'est involontairement les écraser dans le sable.

## Recherches
Ces espèces sont encore assez mal connues, mais les géophones permettent de les étudier plus facilement. On en a encore découvert de nouvelles espèces des années 1920 à 2000,,,, notamment grâce au travail du Transvaal Museum,.